# عنفة غازية

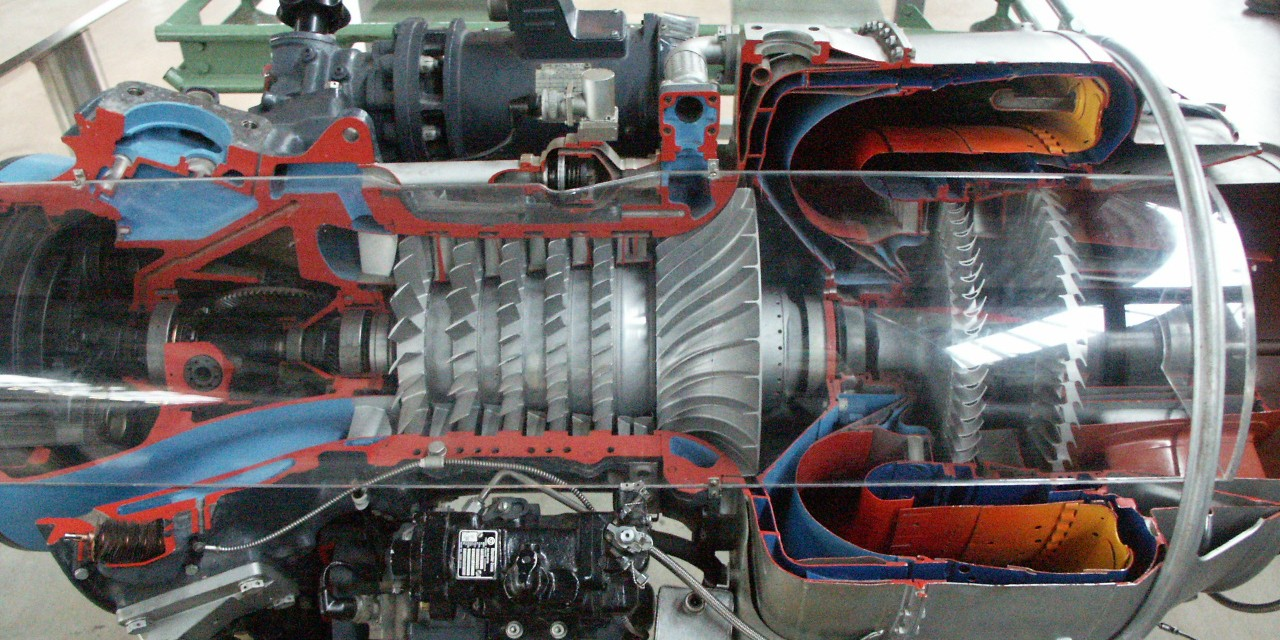
مقطع عرضي للتوربين الغازي

العنفة الغازية أو التُّربينة هو نوع من التوربينات له استخدامات كثيرة فهو يستخدم في الطائرات ذات الدفع النفاث ووسائل النقل البحري والبري وفي مجال النفط إضافة لاستخدامه في محطات توليد الطاقة الكهربائية وخصوصا في أوقات ساعات الذروة . من مزاياه سرعة التشغيل (بعكس التوربين البخاري الذي يحتاج إلى تورتيبات وتحضير أولي).

## مكونات العنفة الغازية

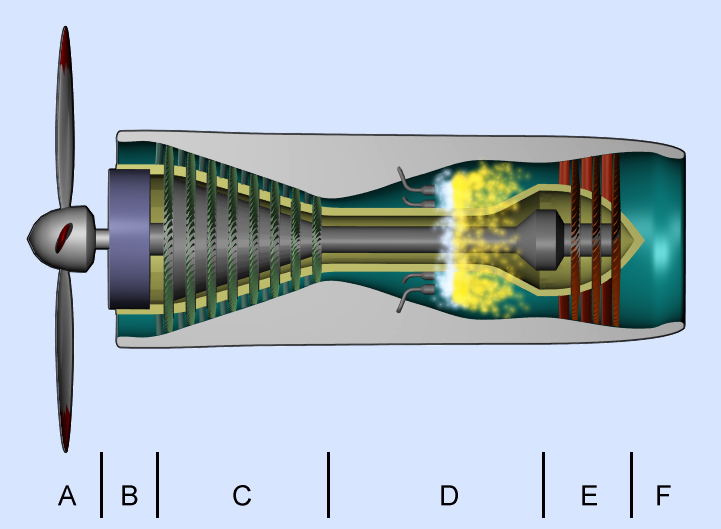
محرك توربيني في الطائرة :
A المروحة - B صندوق التروس - C كابس - D غرفة الاحتراق -
E عنفة تمديد الهواء - F العادم.
ويتكون التوربين الغازي من الأجزاء C إلى E.

يتكون التوربين الغازي من الأجزاء الرئيسية التالية:
- الضاغط C-A يقوم بأخذ الهواء من الجو المحيط ويرفع ضغطه إلى عشرات الضغوط الجوية.
- غرفة الاحتراق D فيها يختلط الهواء المضغوط الآتي من ضاغطة الهواء مع الوقود ويحترقان معا بواسطة وسائل خاصة بالاشتعال، وتكون نواتج الاحتراق من غازات مختلفة وعلى درجات حرارة عالية تصل إلى 1000 درجه فهرنهايت وضغط مرتفع.
- العنفة E ويكون محورها أفقي مربوط مع محور ضاغطة الهواء مباشرة من ناحية ومن الأخرى مع الحمل الميكانيكي المراد تدويره (كأن يكون مولد كهربائي مثلا) ومن خلال مناول ترسي لخفض السرعة لأن سرعة دوران العنفة تكون عالية جدا.
- المولد الكهربائي باستخدام صندوق التروس يتصل بالعنفة وفي بعض الاحيان تفسم إلى عنفتين واحدة تدور بسرعة عالية لاتصالها بالغازات الناتجة عن الاحتراق والثانية تسمى عنفة القدرة لاتصالها بمحور المولد.

### المعدات المساعدة
تحتاج التوربينات الغازية لتشغيلها بأمان وسلامة إلى بعض المعدات والآلات المساعدة على النحو التالي:
- مرشح هواء عند نقطة دخوله إلى الضاغط.
- كبديل للمناول الترسي، مُمكن استعمال مساعد التشغيل الأولي (static starter أو SFC أو load commutated inverter) وهو بادئ تشغيل، وفكرته نفس فكرة عمل دينامو السيارة، إما محرك كهربائي أو محرك ديزل أو توربين بخاري (starting steam turbine).
- منظومة زيوت تشحيم (للتزليق) وبها خزان يستعمل زيت بموصافات قياسية ووظيفتها تبريد العمود الدوار باستمرار على كراسي التحميل (محملات) وذلك لحماية العمود الدوار وتتكون هذه المنظومة من «مضخة رافعة للزيت» (Lifting oil pump) وهي مضخة رفع يصل ضغطها إلي 165 بار لرفع العمود في بداية التشغيل ومضختين للتزييت رئيسة وفرعية ومضخة الطواري تشتغل بالتيار المستمر وتستمر نحو 45 دقيقة عند أنقطاع التيار علي المحطة
- منظومة إشعال [الإنجليزية].
- منظومة تبريد الزيت وهو مبادل حراري يُبرّد الزيت من خلال نقل حرارته إلى الهواء القصري، يعمل عادةً بمساعدة مراوح.
- منظومة سيطرة أو نظام تحكم وهي معدات قياس الحرارة والضغط في كل مرحلة من مراحل العمل، ونظام تشغيل متكامل مثل (mark4 ،mark5 ،mark6) أنظمة في محطات توليد الكهرباء [مبهم] يحتوي على معالج إشارة أو أكثر.
- منظومة تبريد ماء المولد وهي عبارة عن مبادي حراري ما بين الهواء والماء

## وقود العنفة الغازية
يعمل التوربين الغازي على أنواع كثيرة من الوقود، فهو يعمل على الغاز الطبيعي وعلى الديزل والجازولين وحتى على النفط الخام (مع بعض الإضافات الكيمياوية والترتيبات). ووظيفة هذه الإضافات الكيميائية هي تكوين طبقة رقيقة على ريش التوربينة حتى تحميها من بعض المواد الموجودة في النفط الخام التي لا تتحول بعد الاحتراق.

## عيوب العنفة الغازية
من عيوب التوربين الغازي هو انخفاض كفاءته حيث تتراوح بين 15 و 25% وتتأثر كثيرا بدرجة حرارة المحيط (درجة حرارة الجو), كما أن عمرها التشغيلي قصير نسبيا وتستهلك كمية أكبر من الوقود (بالمقارنة مع محطات البخارية).

## اقرأ أيضا
- عنفة
- عنفة مائية
- عنفة بخارية
- شاحن توربيني
- مروحة دفع
- محرك غازي
- شاحن توربيني فائق